# Abu Salabikh
Abu Salabikh (أبو صلابيخ, Abu Ṣalābīḫ) és un jaciment arqueològic de l'antiga Mesopotàmia. Està situat a 20 km al nord-oest de l'antiga Nippur, a la governació d'Al-Qādisiyyah de l'Iraq. Correspon a una petita ciutat del període dinàstic arcaic que va florir a mitjans del tercer mil·lenni aC. Es trobava a l'àrea d'influència de Kix.
En aquest jaciment s'hi van trobar tauletes on el 40% dels noms escrits són semites, "accadis abans de l'hegemonia d'Accad". El seu nom antic no es coneix amb precisió, ja que podria ser tant la ciutat d'Ereix, com la de Keix. Abu Salabikh va estar habitada fins que el riu Eufrates va canviar de llera durant el període accadi.

## Excavacions
El lloc va ser excavat el 1963 i el 1965 en un total de 8 setmanes per l'Institut Oriental de Chicago, que va trobar al voltant de 500 tauletes i fragments, que contenien alguns dels primers exemples de literatura antiga.
A partir del 1975 l'Escola Britànica d'Arqueologia a l'Iraq (1975-1989) va reprendre les excavacions fins que es van haver de suspendre a causa de la invasió iraquiana de Kuwait el 1990.

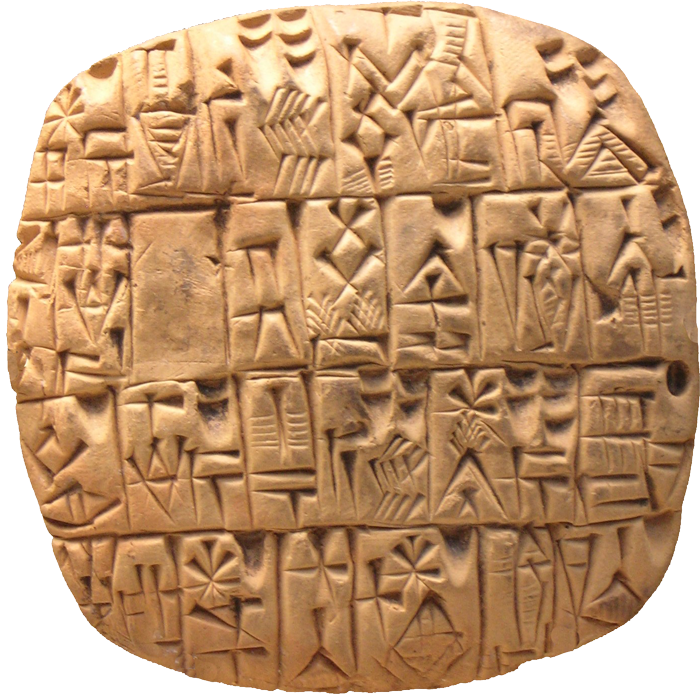
Compte d'argent del govenor escrit en cuneïforme sumeri. Tauleta d'argila provinent de Xuruppak o Abu Salabikh, Iraq (c. 2.500 aC). British Museum, Londres. BM 15826.

## Urbanisme i arquitectura
Al jaciment hi ha 4 monticles tipus tel, el més antic està situat al sud-oest, i va estar poblat durant el període d'Uruk. El monticle principal s'estén sobre 12 hectàrees i va ser habitat durant el període dinàstic arcaic; estava envoltat per un mur defensiu de gairebé 1400 metres de llarg, que cobria una àrea de 10 hectàrees. La ciutat construïda a l'inici del període dinàstic arcaic sembla tenir una planificació geomètrica. És probable que l'Eufrates limités amb aquest monticle fins que el riu va canviar de curs, moment en què aquesta ciutat es va abandonar (s. XXIV aC, durant l'Imperi Accadi).
A la ciutat hi ha cases grans, enganxades entre si, entre les quals es tracen petits carrers. Hi ha carrers que comencen a les portes de la ciutat que funcionaven molt probablement com artèries principals. Les excavacions es van concentrar en una àrea de 4 hectàrees (unes vint cases). Els edificis excavats són majoritàriament cases, no s'ha identificat cap altre tipus d'establiment amb certesa: un temple se situaria a sud del monticle (on s'hi van trobar la majoria dels arxius en tauletes), i és probable que hi hagi un edifici administratiu a nord. Les residències, que ocupen la major part de l'espai del tel principal (potser fins al 90% del total), mesuren de mitjana 343 m² i s'organitzen al voltant d'un espai central.
Els enterraments es feien sota de les cases. Alguns són individuals i d'altres col·lectius. Són simples pous, amb materials associats que suggereixen una situació de considerable diversitat social, tot i que la majoria són persones enterrades amb objectes de valor. A l'extrem nord de la ciutat hi havia una àrea amb molts forns de ceràmica. En aquest lloc s'hi van trobar molts segells, el que semblen indicar que els artesans treballaven per a una institució. S'han descobert altres forns del mateix tipus a fora dels murs.

## Tauletes
Al jaciment s'hi va trobar un petit però important repertori de textos cuneïformes en més de 500 tauletes.
Els arxius trobats a Abu Salabikh són principalment textos escolars, però també n'hi ha de literaris, llistes lèxiques o textos administratius. Hi ha himnes, proverbis i la còpia més antiga de les Instruccions de Xuruppak, un text sapiencial sumeri. Les tauletes de temes mitològics són molt fragmentàries com per a poder-se entendre bé. Entre aquestes tauletes hi ha una llista de deïtats que inclou la menció més antiga coneguda del déu semita Baal. També s'hi va trobar la primera referència al déu Dumuzi, que apareix sota el nom d'Ama-ushumgal-anna, amic d'Enlil.
Aquestes tauletes són més o menys contemporànies amb les que es van trobar a Fara (Xuruppak), del III període dinàstic arcaic (2600-2500 aC). Tanmateix els textos d'Abu Salabikh ens suggereixen que era habitada per semites, "accadis abans d'Accad", mentre que les de Xuruppak estan escrites en un context sumeri. El 40% dels antropònims dAbu Salabikh són accadis, tot i que els textos estan escrits en sumeri, pel que es pot deduir que aquesta ciutat estava sota l'esfera d'influència o era part integrant del Regne de Kix, el poder polític més important de la part nord de la Baixa Mesopotàmia en aquell moment. Els textos d'Abu Salabikh també tenen similituds amb els d'Ebla, que mostren la proximitat entre les poblacions semítiques de les dinasties arcaiques del Pròxim Orient.
Les tauletes originals es van fotografiar i es van publicar. Posteriorment es van emmagatzemar al Museu Nacional de l'Iraq, a Bagdad, i moltes es van perdre quan el museu va ser saquejat en les primeres etapes de la Segona Guerra d'Iraq.